# Casa El Cañaveral
La Casa El Cañaveral es una residencia ubicada en la precordillera de Santiago de Chile. Durante la década de 1970 era propiedad de Miria Contreras (más conocida como "Payita", secretaria del presidente Salvador Allende). Fue la residencia alternativa de Allende mientras ejerció la presidencia, ya que su residencia oficial era la casa presidencial de Tomás Moro.

## Descripción
Es un complejo de tres casas edificadas en la década de 1940 de características alpinas, de unos 300 m² de superficie. Se emplaza contigua al Río Mapocho con una vista privilegiada al cauce. La casona cuenta con 32 hectáreas de jardines y cerro con grandes árboles eucaliptos. Se accede a través de dos vías; la principal en el kilómetro 5 de la carretera a Farellones; la secundaria, por Las Hijuelas, proveniente de la avenida Pastor Fernández.[cita requerida]

## Historia

### Salvador Allende
La casa estaba a nombre de su secretaria privada, Miria Contreras Bell. Muchas de las fotos famosas de Allende como presidente fueron tomadas en esa casa.
En ella estuvo colgada en la chimenea el fusil de asalto AK que le regaló Fidel Castro. 

“La metralleta obsequiada por Fidel Castro a Salvador nunca salió de El Cañaveral (residencia presidencial donde Allende se reunía con sus íntimos) ; siempre estuvo allí, expuesta en una pared del living”.
El asesor político de Allende  abogado español Joan Garcés[cita requerida]

Payita bajó inmediatamente a Santiago desde El Cañaveral al enterarse del golpe militar, junto a 13 agentes de la guardia personal del Presidente. Entre ellos, su hijo Enrique Ropert, de 19 años de edad. Llegaron a La Moneda, donde los golpistas lo tomaron preso, mientras ella lograba arrancar para entrar al palacio, donde fue una de las últimas personas que vio a Allende con vida antes del bombardeo, momento en que fue llevada a un subterráneo del edificio. hechos prisioneros en la Intendencia provincial, incluido Enrique. El 19 de septiembre, el cadáver de su hijo fue hallado a orillas del río Mapocho. El funeral de Enrique Ropert Contreras se realizó el 3 de octubre, y su padre no pudo asistir pues estaba detenido en el Estadio Nacional.[cita requerida]
La residencia de El Cañaveral fue asaltada por las tropas golpistas el mismo 11 de septiembre de 1973, tras lo cual se encontraron armas y elementos personales de integrantes del Grupo de Amigos Personales (GAP).

### Usos posteriores
Tras el golpe, la casona fue decomisada a la familia de Miria Contreras y convertida en hogar de niños por largo tiempo. La iniciativa fracasó por motivos económicos.
En la actualidad es un centro de eventos llamado Casona Cañaveral, administrada por Isabel Ropert, hija de Miria Contreras.